# Desmos
Desmos é um género botânico pertencente à família Annonaceae.

## Espécies
- Desmos cambodicus
- Desmos chinensis
- Desmos chryseus
- Desmos cochinchinensis
- Desmos dasymaschalus
- Desmos dubius
- Desmos dumosus
- Desmos dunalii
- Desmos elegans
- Desmos evrardii
- Desmos goezeanus
- Desmos hainanensis
- Desmos lawii
- Desmos lecardii
- Desmos longiflorus
- Desmos macrocalyx
- Desmos mindorensis
- Desmos monogynus
- Desmos pedunculosus
- Desmos praecox
- Desmos robinsonii
- Desmos teysmannii
- Desmos velutinus
- Desmos wardianus
- Desmos zeylanicus[1]